# Zayd al-Khayr
Zayd ibn Muhalhil, detto Zayd al-Khayr e, in seguito, Zayd al-Khayl (in arabo ﺯﻳﺪ ﺍﻟﺨﻴﻞ‎?; ... – Fardah, 631-2, equivalente al 10 del calendario islamico), è stato un Sahaba.
Zayd era un apprezzato poeta della tribù araba dei B. Ṭayy, stanziata del settentrione del Najd.
Il suo laqab era in origine Zayd al-Khayl ("Zayd dei cavalli"), in riferimento alle sue spiccate doti cavalleresche, ma il suo nome gli fu cambiato, dopo la sua conversione, da Maometto in Zayd al-Khayr ("Zayd dalle ottime virtù").
Saputo infatti di Maometto e della sua predicazione, Zayd volle recarsi a Medina per saperne di più e lo incontrò con una delegazione (wafd) di Ṭayy che comprendeva tra gli altri Zurr ibn Sudus, Malik ibn Jubayr e ʿĀmir ibn Duwayn.
Lo incontrarono che stava nella moschea e parlava agli astanti, stupendosi dell'effetto notevole che suscitava nelle loro persone. Maometto diceva:
{{Sono meglio per voi di al-'Uzza e di ogni altra cosa che voi adorate. Sono meglio per voi del dromedario nero che voi adorate accanto a Dio.}}
Alcuni dei Ṭayy rimasero indifferente, mentre altri - tra cui Zayd - si convertirono all'istante
Quando Maometto ebbe finito la sua allocuzione, Zayd si alzò e disse:
"O Muḥammad, attesto che non c'è divinità se non Allah e che tu sei il Messaggero di Allah".
Maometto gli si accostò e gli chiese chi fosse e Zayd rispose: "Sono Zayd al-Khayl, figlio di Muhalhil".
"Da ora tu sei Zayd al-Khayr, invece, e non Zayd al-Khayl", replicò Maometto.
Tuttavia vi fu una delle consuete epidemie di febbri (forse febbre palustre, chiamata umm mildam da Maometto) a Medina e Zayd morì a causa loro. Tentò di tornare nei suoi ben più salubri climi dell'altopiano del Najd e nella sua abitazione, a dispetto della malattia, ma decedette poco prima di raggiungere il Najd, a Fardah.